# النور لنکستر (کشتی)
النور لنکستر (کشتی) (به انگلیسی: Eleanor Lancaster (ship)) یک کشتی است. این کشتی در سال ۱۸۴۰ ساخته شد.